# Naurus historia

Naurus flagga.

Naurus historia går tillbaks till mer än 3 000 år sedan, då polynesiska och melanesiska upptäcktsresande från Nya Guinea bosatte sig på ön. Nauru, en östat i Stilla havet på 21 km², upptäcktes av européerna för drygt 200 år sedan och lydde under Storbritanniens, Australiens, Tysklands respektive Japans överhöghet fram till landets självständighet 1968. På grund av utvinning av fosfat under 1970-talet var Nauru det näst rikaste landet i världen räknat i BNP per capita, men i dag klassas Nauru som ett utvecklingsland.

## Tidig historia

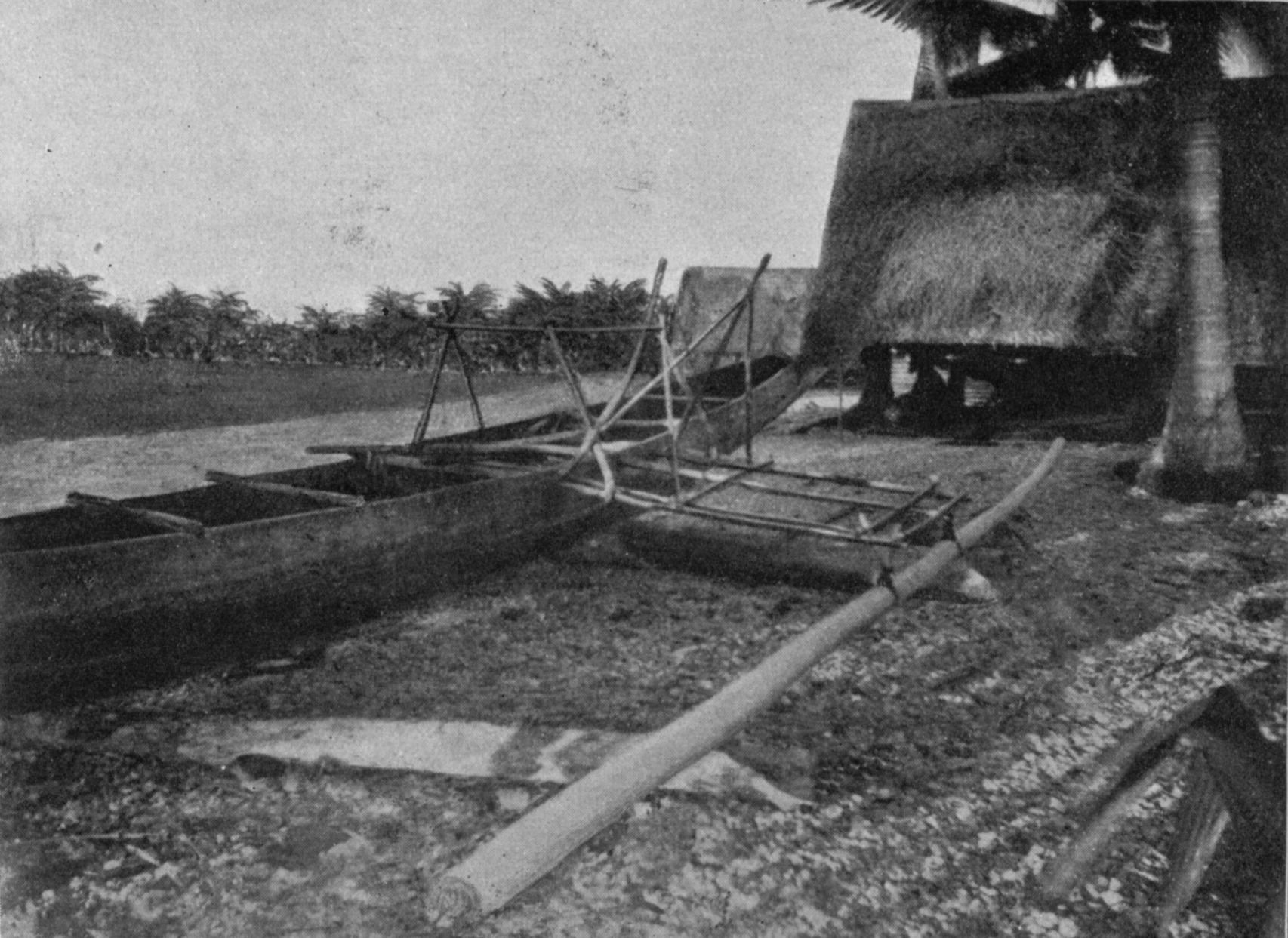
Traditionellt hus på Nauru, tillsammans med kanot. Bilden är tagen år 1896 av Augustin Krämer.

Öns ursprungsbefolkning är inte säkert klarlagd. De härstammar förmodligen från de sista malayofolkvandringarna omkring 1200 f.Kr., då polynesier eller melanesier seglade från Nya Guinea och kan ha bosatt sig på Nauru.
Nauru upptäcktes av västvärlden år 1798 av den brittiske kaptenen John Fearn som med valfångaren Hunter färdades från Nya Zeeland till Kinesiska havet. Han döpte ön till Pleasent Island (den trevliga ön) på grund av det goda intryck han fick av urinvånarna genom att de, när han närmade sig ön, obeväpnade mötte honom i sina piroger. Han lämnade aldrig fartyget men kunde av antalet människor på stranden dra slutsatsen att ön var tätbefolkad. Efter denna första kontakt återgick Nauru till sin isolation under ett antal decennier.
De första européer som kom landstiga och bo på ön var kriminella, desertörer från valfångarfartyg och smugglare. År 1830 blev de två irländarna Patrick Burke och John Johnes som flytt från straffkolonin på Norfolkön de första att komma till ön. Under de följande åren ökade antalet européer till 8 fram till dess att det år 1837 anlände 5 valfångare till ön. John Jones började då agera som en diktator och spärrade in och arkebuserade flera av valfångarna. Naurierna ogillade dock detta och förvisade honom till Banaba, en ö 300 kilometer öster om Nauru. Han försökte återvända efter ett par månader men naurierna avvisade honom återigen.
År 1845 levde endast två européer på Nauru, en av dessa var William Harris som anlänt år 1842. Han integrerades i befolkningen, upptog deras seder och skaffade familj. Från och med 1852 började naurierna, efter att ha uppmuntrats av en del européer, att ägna sig åt sjöröveri vilket fick följden att fartyg försökte undvika ön i största möjligaste utsträckning.

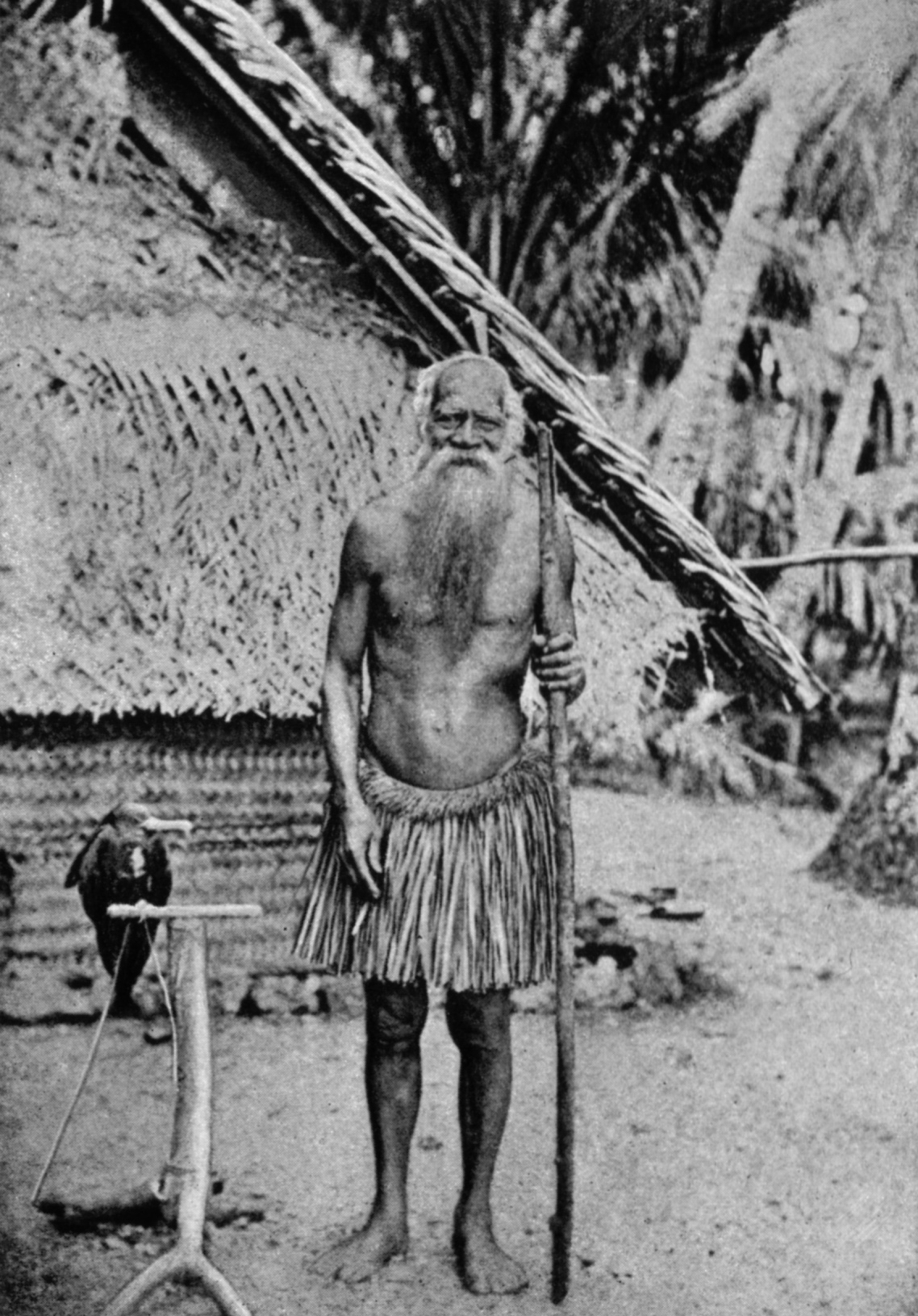
Gammal naurisk man. Bilden tagen 1914 av Augustin Erdland.

Under 1800-talet fanns tolv stammar på Nauru: Deiboe, Eamwidamit, Eamwidara, Eamwit, Eamgum, Eano, Emeo, Eoraru, Irutsi, Iruwa, Iwi och Ranibok. Innan 1888 fanns ingen gemensam ledare över alla stammar. Idag representeras stammarna av varsin udde i Naurus flaggas tolvuddiga stjärna. Dagens naurier identifierar sig inte längre med stammar, utan hellre med vilket distrikt de bor i. Stammen Iruwa kom ursprungligen från Gilbertöarna och är alltså inte infödd. Stammarna Irutsi och Iwi dog ut under Japans ockupation av ön, då nästan alla naurier sändes till Chuuk. Att just dessa stammar dog ut ses som en tillfällighet.

## Kolonialtiden

### Innan första världskriget

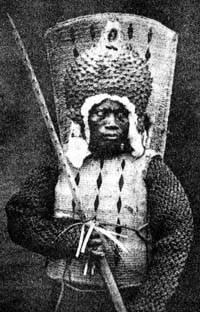
En naurisk krigares utrustning under det nauriska stamkriget.

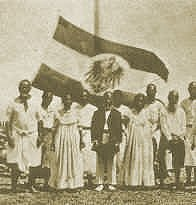
Tysk annektionsceremoni i Nauru 1888, kung Auweyida främst i mitten.

Den europeiska immigrationen, främst från Storbritannien, inleddes för fullt från 1830, och det var inte utan konsekvenser för den nauriska befolkningen. Britterna förde med sig för naurierna okända sjukdomar, influensa tog många nauriers liv. År 1878 började också det nauriska stamkriget, som skulle vara i tio år. Detta krig minskade Naurus befolkning med en tredjedel.
Konflikten stannade av först då Tyskland tog över ön den 16 april 1888. Den 2 oktober samma år annekterades öarna av det tyska protektoratet Marshallöarna. Tyskland tog över ön av strategiska orsaker, för att stärka sina koloniala besittningar i Stilla havet. Den tyska kommissionären använde hövdingen Auweyida och hans fru Eigamoiya som kejsarens representanter på ön. Fram till 1920 tillhörde Nauru Tyska Nya Guinea.
År 1900 upptäcktes de enorma fosfattillgångarna på ön. Det antogs att omkring 42 miljoner ton fosfat fanns på ön, ett antagande som förmodligen var en grov underdrift. Fosfat från Nauru kom att kallas "nauruit", eftersom det hade ett speciellt utseende och dessutom innehöll fluor. 1905 bildades ett tyskt-brittiskt samarbete som från och med 1906 kontrollerade öns fosfatutvinning. Arbetskraft hyrdes in från Kina och Gilbertöarna.
År 1907 for de första skeppen lastade med fosfat ifrån Nauru. The Pacific Phosphate Company anlade ett sjukhus, kloakanläggning, en kondenseringsanläggning för färskvattenförvaring, en läskfabrik, såväl som ismaskiner och kylhus. Även ett kraftverk byggdes, så att elektriska ljus kunde börja användas. 1913 hade 46 skepp seglat ifrån Nauru, lastade med totalt 138 725 ton fosfat.
Den protestantiska missionsorganisationen i Boston sände 1899 den tysk-amerikanske missionären Philip Delaporte till Nauru, han hade då varit missionär på Gilbertöarna sedan 1887. År 1908 startades en protestantisk missionärstation på ön, och skolspråket blev tyska. 1902 hade även den katolska kyrkan startat en missionärstation. Något senare ersattes polygamin hos urinvånarna med det kristna äktenskapet.

### Under första världskriget
Under första världskriget blev Nauru, som Tysklands andra kolonier i Stilla havet, övergiven utan strid, och ockuperades av australiska trupper den 4 augusti 1914. Från den 17 december 1920 administrerade Australien å Storbritanniens och Nya Zeelands vägnar Nauru som ett mandatterritorium, och säkrade sina rättigheter till fosfatutvinningen till ett mycket lågt pris. 1927 grundades "hövdingarådet", Naurus första politiska instans.
1919 kungjordes att dagen då den 1 500:e nauriern föddes, skulle bli nationell helgdag. Ett samfund ansågs inte kunna överleva med färre än 1 500 invånare. Den 26 oktober 1932 uppnåddes denna gräns. Barnet som föddes fördes dock tillsammans med 1 200 naurier till Chuuk under andra världskriget, och dog där. Då enbart 737 invånare återvände hade Nauru återigen under 1 500 invånare.

### Under andra världskriget
I början var Nauru inte inblandat i det andra världskriget. I slutet av december 1940 angrep det tyska fartyget "Komet" handelsskepp vid ön, samt besköt fosfatanläggningen. Den 8 december 1941 kom meddelandet om det japanska angreppet på Pearl Harbor, och följande vecka blev telegramstationen på ön bombad av ett japanskt flygplan. På Nauru kunde man höra att japanerna avancerade mot ön fortare än förväntat, för de hade ockuperat de närbelägna Gilbertöarna. Många utländska invånare började känna sig osäkra.
Det brittiska fosfatsällskapet bestämde sig för att det bästa vore att evakuera ön. Det franska krigsfartyget "Le Triomphant" for från Nya Hebriderna till Nauru, och tog ombord 61 européer, 391 kineser och 49 militärer ur garnisonen. De sista 191 européerna stannade på ön och hoppades att bli evakuerade vid ett senare tillfälle, något som emellertid inte skedde.
Den 26 augusti 1942 steg 300 japanska soldater i land på Nauru, vilket var oväntat vid denna tidpunkt. De tog omedelbart resterande européer som fångar. De omkring 1850 infödda naurierna tvingades skaffa mat till japanerna. Ett antal försvarskanoner sattes upp längs med kusten, tillsammans med många skjul längs kusten och på strategiska punkter i inlandet. Ett underjordiskt sjukhus byggdes också.
Senare började omkring 1500 japanska och koreanska arbetare etablera en flygplats, assisterade av 300 naurier och kiribatier. Flygplatsen färdigställdes i januari 1943, och är idag Naurus internationella flygplats.
Samtidigt som japanska experter försökte få igång fosfatproduktionen igen bombarderade amerikanskt flyg Nauru den 25 mars 1943, vilket ledde till att femton japanska flygplan förstördes och landningsbanan skadades. En konsekvens av detta var att japanerna avrättade fem brittiska fångar. Försöket att återstarta fosfatproduktionen misslyckades, och Nauru förblev enbart en strategiskt viktig plats för japanerna. De amerikanska flygräderna förorsakade ett avbrott i matleveranserna till ön, vilket gjorde att den japanske kommendören bestämde sig för att skicka 1200 naurier tillsammans med två missionärer till arbetsläger på Chuuk och andra öar i närheten.
Förhållandena på Nauru var dåliga. Ständiga torpedanfall och oavbrutna lufträder gjorde att människorna överlevde på vad de själva kunde skapa. Japan gav upp Nauru den 13 september 1945 ombord på det australiska skeppet "Dimantina". 3 745 japaner och koreaner drog tillbaka till sina hemländer, men några ställdes inför krigsrätt på grund av avrättningar av europeiska och nauriska fångar. I januari 1946 återvände de överlevande naurierna, enbart 737 stycken, från arbetslägren på Chuuk. Där hade över en tredjedel dött av undernäring och sjukdomar. Den stora nergången ledde till att befolkningen återigen passerade 1 500 invånare år 1949.

## Från självständigheten till idag

### Välståndsperioden

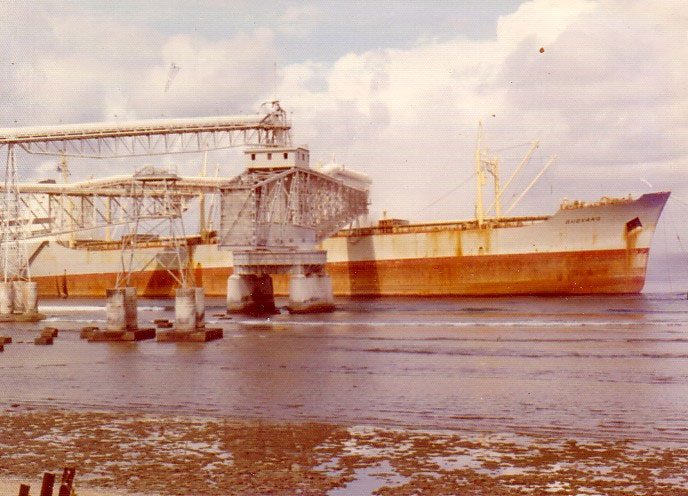
Skepp lastas med fosfat (1975)

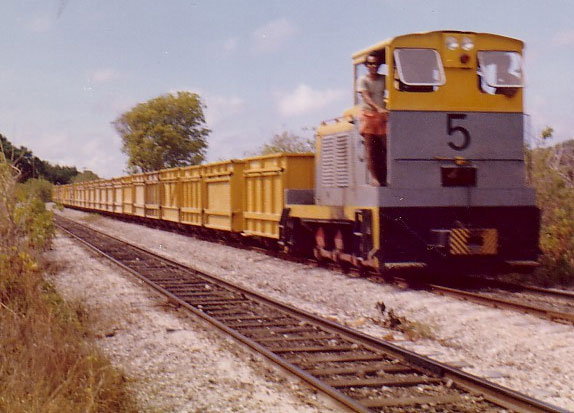
Tåg lastat med fosfat på öns smalspårbana (1975)

Efter andra världskriget övergick Nauru åter till Australien. 1951 fick ön inre självstyre och 1956 blev Naurus översta hövding Timothy Detudamo regeringsförman. Redan 1966 var fosfatindustrins påverkan på ön tydlig, och Australien erbjöd naurierna en ö tillhörande Queensland i utbyte mot Nauru, men naurierna ville hellre stanna på Nauru och få självständighet. Efter en folkomröstning förklarade Nauru 1967 sin självständighet, som avslutade Australiens mandat på ön. Den 31 januari 1968 blev Nauru politiskt självständigt, och erkändes av Australien och FN som en republik. Landets första president blev Hammer DeRoburt. DeRoburt förblev president till 1976, då Bernard Dowiyogo tog över. Dowiyogo blev internationellt känd på grund av sin kritik mot Frankrikes atombombsprängningar i Stilla havet.
Nauru profiterade först på fosfatutvinningen efter 1970, då Nauru Phosphate Corporation etablerades och tog över efter det brittiska företaget. Med hjälp av fosfatintäkterna kunde infrastrukturen i landet uppgraderas till västlig standard, med en huvudväg som går runt hela ön, samt en väg från Buada till och runt Buadalagunen, plus två australiska kraftverk i Aiwo. Nauru blev det näst rikaste landet i världen räknat i BNP per capita, näst efter Saudiarabien.
Fosfat grävdes dagligen upp ur jorden med hjälp av grävmaskiner, och transporterades till skepp som ankrade utanför korallreven i Aiwo, via en smalspårbana. Årligen utvanns omkring 2 miljoner ton fosfat. Resterna efter utvinningen är idag enbart ett obeboeligt landskap bestående av korallsten. Bara en beboelig kuststräcka på 150-300 meter återstår. Den australiska regeringen har upprätthållit sitt löfte om en ö utanför Queensland, men den nauriska regeringen har tackat nej eftersom de är rädda om sin självständighet.
Nauru stämde Australien på grund av deras fosfatutvinning på ön innan Naurus självständighet. Den 9 augusti 1993 fick Nauru 107 000 000 australiska dollar från Australien till ett restaureringsprogram för ön. Detta program innehöll bland annat rehabilitering av området där fosfat grävts ut, men på grund av den stora ytan det handlade om gavs projektet upp, och pengarna gick till vidare modernisering av infrastrukturen. Som en följd av denna gåva la Nauru ner processen mot Australien.
Den 9 oktober 1997 ingick regeringen ett kontrakt med det internationella diabetesinstitutet angående att ingå i ett långvarigt forskningsprojekt, då 30% av alla naurier lider av diabetes. Kontraktet innebär att naurierna gör sig tillgängliga för genetiska undersökningar i 20 år, och att staten deltar i finansieringen av projektet. Den 1 maj 1999 blev Nauru fullt ut medlem i Samväldet, och 14 september samma år medlem i FN.

### Korruption och finanskris
På 1990-talet hade Nauru blivit ett skatteparadis för utländska företag. Den 1 januari 2000 blockerade Deutsche Bank, som är aktiv i hela världen, alla dollartransaktioner till Bank of Nauru, och G8 funderade över att införa sanktioner mot landet på grund av att penningtvätt förekom där på order av ryska maffian och sydamerikanska narkotikaligor. I en årlig amerikansk rapport utgiven i mars år 2000 avslöjades att ryska maffians favoritplats att tvätta pengar var Nauru. Enligt ryska centralbanken hade omkring 80 miljarder amerikanska dollar gått igenom Naurus bank, för det mesta till postboxfirmor. Pengarna som gick in och ut genom banken kontrollerades inte, och USA krävde därför att Nauru skulle införa en lag mot pengatvätt. Efter press från FN infördes en sådan lag. Den 19 april 2002 gav OECD ut en ny svart lista över stater med dåliga skattevanor, och Nauru stod på denna till maj 2004. Nauru fanns dock fortfarande på FATF:s listor över icke samarbetsvilliga länder när det gäller pengatvätt. I ett försök att få bort landet från listan infördes i september 2004 ytterligare lagar för att förhindra pengatvätt.
Sedan Hammer DeRoburts död har den politiska situationen i Nauru varit mycket instabil. Många misstroendeomröstningar har lett till att landet ofta bytt president, samt att de många skilda meningarna i Naurus parlament om hur Naurus stora rikedom ska utnyttjas lett till att den finansiella situationen kommit utom kontroll. Den blev inte heller bättre av att fosfattillgångarna tog slut. Mellan 1999 och 2003 genomfördes många misstroendeomröstningar, vilket ledde till att René Harris och Bernard Dowiyogo var presidenter varannan gång. Dowiyogo var president då han den 10 mars 2003 dog av diabetes på ett sjukhus i Washington DC. Hans efterträdare Derog Gioura fick en hjärtinfarkt, och lämnade omedelbart ifrån sig ämbetet. Ludwig Scotty valdes den 29 maj 2003 och det verkade som om den politiska situationen återigen skulle kunna stabiliseras. En misstroendeomröstning genomfördes ändå i augusti 2003, och Harris blev återigen president. Den 22 juni 2004 blev återigen Scotty ny president, då Harris återigen blivit avsatt.
2001 etablerades Nauru Detention Centre under Harris regering. Här hölls afghanska flyktingar från skeppet MS Tampa för Australiens regering, som betalar Nauru för detta. 2003 väcktes starka protester mot flyktinglägret, och presidentbostaden i landet brändes till grunden. Den 23 april 2004 demonstrerades det på flygplatsen då Harris skulle flyga till Kina för att förhandla. Bland demonstranterna deltog parlamentsmedlemmar från oppositionspartiet Naoero Amo, och dessa dömdes till 14 års fängelse för uppror. Straffen upphävdes då Scotty återigen valdes till president. I maj 2004 startade några australiska människorättsaktivister Flotilla of Hope, en seglats bestående av två australiska båtar från Sydney till Nauru, i en fredlig protest mot flyktinglägren i landet.
Den nya regeringen under Scotty hamnade då i ett ekonomiskt dilemma: den hade satt som mål att stänga lägren, men Harris varnade för detta, då intäkterna från lägren utgjorde stora delar av landets ekonomi, och utan dem skulle staten bli bankrutt. I juni 2004 skickades tre australiska experter till Nauru för att hjälpa regeringen att skapa en ny statsbudget.

### Nutid
I augusti 2004 lanserades en australisk studie, som kom till slutsatsen att Nauru har två val: "antingen bli ett land av fattiga och sjukdomsplågade tiggare, eller bestämma sig för att leva ett sunt och enkelt liv". Detta kan tolkas som att det första alternativet kommer att bestå om Nauru behåller sin självständighet, och det andra alternativet om Nauru ger upp sin självständighet och blir en del av något större närliggande land som Australien, Nya Zeeland eller Fiji. Studiens författare, Helen Hughes, säger att dramatiska förändringar måste till för att vända den ekonomiska nedgången och återupprätta den politiska stabiliteten. Grannländerna i Pacific Islands Forum har sagt sig villiga att hjälpa Nauru i landets hittills största kris.
Den första oktober 2004 förklarade president Scotty nationellt undantagstillstånd grundat på ekonomisk kris, och upplöste samtidigt parlamentet, nyval sattes till 23 oktober. Scotty och hans liberalreformistiska följe vann valet, och fick en historisk majoritet på 16 mandat mot 2. Nauru är på god väg att komma över de politiska kriserna, och kan då koncentrera sig på att lösa de ekonomiska problemen.
Vid slutet av januari 2005 utannonserade den australiske vetenskapsministern Brendan Nelson att Australien ville lagra sitt radioaktiva avfall utanför landets gränser, och Nauru ansågs vara en bra lagringsplats. Den 15 juni 2005 blev Nauru medlem i den internationella valfångstkommissionen (International Whaling Commission, IWC), möjligen lockade av Japan, en stor valfångstnation. Det antogs att Japan ville att Nauru skulle stötta dem i en fråga om kommersiell valfångst i ett möte den 20 juni 2005 i Ulsan, Sydkorea. Naurus intåg i IWC sågs som kontroversiellt i Australien, och den australiska regeringen hotade med diplomatiska konsekvenser. Den nauriska IWC-utsände Marcus Stephen avslog de australiska klagomålen.

### Fotnoter
1. ↑  ”IMUNA”. https://imuna.org/resources/country-profiles/nauru. Läst 24 oktober 2019.
2. 1 2 3 4 5  Nationalencyklopedin, uppslagsord Nauru
3. 1 2 3 4 5 6 7 8  Carl N. McDaniel, John M. Gowdy, Paradise for Sale, Chapitre 2 Arkiverad 1 oktober 2007 hämtat från the Wayback Machine.
4. 1 2   Encyclopedia of the Nations - Histoire de Nauru